# Српска православна црква Успења Богородице у Перлезу
Српска православна црква Успења Богородице у Перлезу, у општини Зрењанин, подигнута је у периоду од 1808. до 1811. године и представља споменик културе Србије у категорији непокретних културних добара од великог значаја.
Православна црква у Перлезу посвећена је Успењу Пресвете Богородице, саграђена је као монументална једнобродна грађевина са петостраном апсидом и звоником који се уздиже из западног прочеља. Конструктивни склоп чине масивни ободни зидови и полукружни луци који носе бачвасте сводове. На западној фасади су четири пиластра надвишена архиволтом и тимпаноном. На бочним фасадама су нише полукружно завршене и касетиране малтерском пластиком, са барокном декорацијом.
Посебну вредност представља иконостас који је сликао Урош Предић 1885. године, пошто је старији изгорео у пожару. Слике на сводовима насликао је Едуард Клајн из Беча 1892. године, али се претпоставља да их је првобитно сликао Живко Петровић још 1847. године.
Током 2012. године постављена је зидана ограда од цигле око порте цркве.

## Галерија
- Западна фасада
- Јужна фасада
- Апсида
- Иконостас
- Брод цркве
- Хор